# Donatowo (województwo zachodniopomorskie)
Donatowo (niem. Dohnafelde) – wieś w Polsce położona w województwie zachodniopomorskim, w powiecie drawskim, w gminie Drawsko Pomorskie. W latach 1975–1998 miejscowość administracyjnie należała do województwa koszalińskiego. Do 31 grudnia 2018 r. wieś należała do zlikwidowanej gminy Ostrowice. W roku 2007 wieś liczyła 48 mieszkańców. Miejscowość wchodzi w skład sołectwa Ostrowice.

## Geografia
Wieś leży ok. 3 km na północny zachód od Ostrowic, ok. 700 m na południe od jeziora Klęckie. Znajduje się tu zespół 3 stawów rybnych o pow. 8 ha.

## Zabytki
Kościół filialny pw. Najświętszego Serca Pana Jezusa, neogotycki z 1909 roku, do 1945 ewangelicki, obecnie rzymskokatolicki należący do parafii pw. Niepokalanego Poczęcia Najświętszej Maryi Panny w Ostrowicach, dekanatu Drawsko Pomorskie, diecezji koszalińsko-kołobrzeskiej, metropolii szczecińsko-kamieńskiej. Obiekt murowany z kamienia polnego, salowy, z trójbocznie zamkniętym prezbiterium. Korpus oszkarpowany, od zachodu czworoboczna wieża wtopiona w fasadę, na niej hełm dzwonowy kryty łupkiem; w trójkątnym tympanonie portalu granitowy krzyż.
Z pierwotnego wyposażenia zachował się ołtarz główny, krucyfiks poświęcony czterem braciom z rodziny Brandt, dwa świeczniki ołtarzowe, neogotycka chrzcielnica i ośmioboczna drewniana, neogotycka ambona. Dzwon kościelny, wykonany przez firmę Boettger z Tuczna, pochodzi z 1855 roku.
W miejscowości zachował się też zabytkowy cmentarz z drzewostanem.